# 侍御史

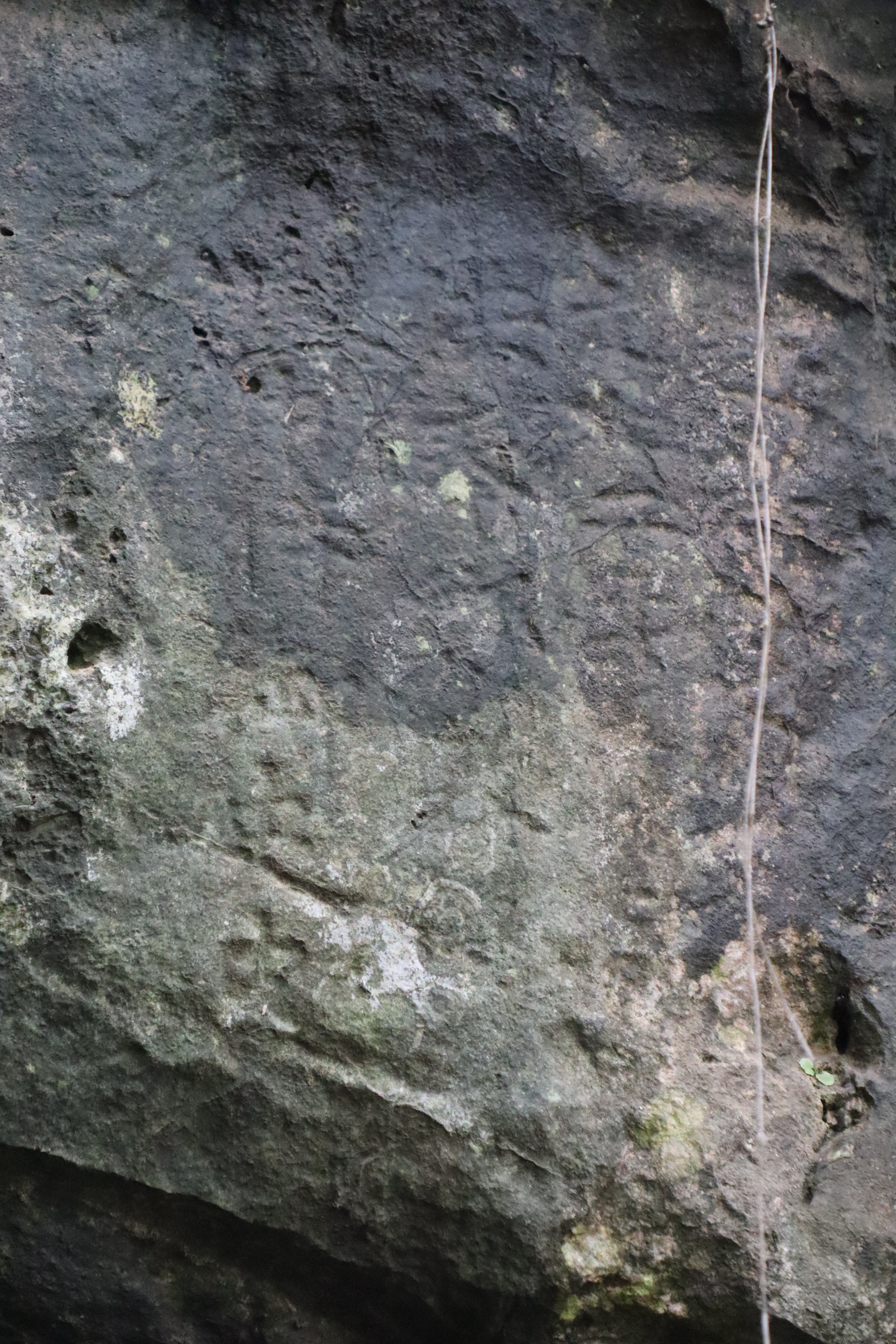
唐宪宗元和元年殿中侍御史、內供奉郑敦礼在杭州云泉山风水洞的题名，图中央“侍御史”三字仍清晰可辨。

侍御史，為御史的一種，簡称侍御，中國古代官制。
秦朝初置，漢代沿用，隸屬於御史大夫之下，可彈劾非法。
漢宣帝時又有治書侍御史一職，掌五曹，即令曹、印曹、供曹、尉马曹、乘曹。東漢時侍御史還會被朝廷派到地方鎮壓民變。三國時，曹魏於殿中省置殿中侍御史，掌記錄朝廷動靜，糾彈百官朝儀。
隋改殿中侍御史為殿内侍御史。
唐代侍御史歸属臺院，共四员，又改殿內侍御史為殿中侍御史，歸属殿院，用來纠察早朝禮仪。
唐宋兩朝，御史臺所屬機構有臺院、殿院和察院鼎三而立，分別由侍御史、殿中侍御史和監察御史任職。自魏晉迄於宋、元朝，均置侍御史。
明代以後此職遂廢。